# Pazius
Pazius is een geslacht van schorpioenvliegachtigen (Mecoptera) uit de familie hangvliegen (Bittacidae).

## Soorten
Pazius omvat de volgende soorten:
- Pazius cinctipes Byers & Florez, 1995
- Pazius flinti Byers, 1977
- Pazius furcatus Byers, 1957
- Pazius gracilis (Navás, 1908)
- Pazius obtusus Byers, 1957
- Pazius ornaticaudus Penny, 1977
- Pazius pectinatus Penny, 1977
- Pazius spinosus Byers & Roggero, 1992